# Oliver Provstgaard
Oliver Provstgaard Nielsen (Vejle, Dinamarca, 4 de junio de 2003) es un futbolista danés que juega de defensa en el S. S. Lazio de la Serie A.

## Trayectoria
Se incorporó al Vejle Boldklub como jugador sub-13 procedente del Bredballe IF. Ascendió en las categorías inferiores del Vejle. A sus 17 años fue convocado por primera vez con el primer equipo del Vejle para un partido de la Copa de Dinamarca contra el Hobro IK el 7 de octubre de 2020. Sin embargo, tuvo que ver todo el partido desde el banquillo de suplentes. Dos meses después, sufrió una grave lesión de rodilla en un partido del equipo sub-19, por la que tuvo que ser operado y guardar reposo durante 8 meses.
Sin embargo, aunque estaba lesionado, el club confirmó el 7 de junio de 2021 que había firmado un nuevo contrato hasta junio de 2024, que entraría en vigor el 1 de enero de 2022. Al mismo tiempo, pasaría a formar parte permanente de la plantilla del primer equipo. El 27 de mayo de 2022 volvió a firmar un nuevo contrato con el Vejle, esta vez hasta junio de 2026.
Con varias lesiones en la defensa del Vejle, debutó oficialmente con el club el 14 de abril de 2022 contra el Odense Boldklub en la Superliga de Dinamarca, donde jugó todo el partido.
El 3 de febrero de 2025, en la fecha límite de traspasos, se confirmó que fichaba por la S. S. Lazio. Según los medios de comunicación, firmó un acuerdo hasta junio de 2029.

## Vida personal
Es un prolífico jugador de Esports, ganador de la eChampions League 2021 y de un premio de 75,000 dólares.

## Estadísticas

### Clubes
Actualizado al último partido disputado el 4 de mayo de 2025.
| Club                     | Div.          | Temporada     | Liga  | Liga  | Copas nacionales | Copas nacionales | Copas internacionales | Copas internacionales | Total | Total |
| Club                     | Div.          | Temporada     | Part. | Goles | Part.            | Goles            | Part.                 | Goles                 | Part. | Goles |
| ------------------------ | ------------- | ------------- | ----- | ----- | ---------------- | ---------------- | --------------------- | --------------------- | ----- | ----- |
| Vejle Boldklub Dinamarca | 1.ª           | 2021-22       | 5     | 0     | 2                | 0                | —                     | —                     | 7     | 0     |
| Vejle Boldklub Dinamarca | 2.ª           | 2022-23       | 30    | 2     | 6                | 0                | —                     | —                     | 36    | 2     |
| Vejle Boldklub Dinamarca | 1.ª           | 2023-24       | 32    | 1     | —                | —                | —                     | —                     | 32    | 1     |
| Vejle Boldklub Dinamarca | 1.ª           | 2024-25       | 16    | 0     | —                | —                | —                     | —                     | 16    | 0     |
| Vejle Boldklub Dinamarca | Total club    | Total club    | 83    | 3     | 8                | 0                | 0                     | 0                     | 91    | 3     |
| S. S. Lazio · Italia     | 1.ª           | 2024-25       | 2     | 0     | 0                | 0                | —                     | —                     | 2     | 0     |
| S. S. Lazio · Italia     | Total club    | Total club    | 2     | 0     | 0                | 0                | 0                     | 0                     | 2     | 0     |
| Total carrera            | Total carrera | Total carrera | 85    | 3     | 8                | 0                | 0                     | 0                     | 93    | 3     |

## Palmarés

### Títulos nacionales
| Título                        | Club           | País      | Año  |
| ----------------------------- | -------------- | --------- | ---- |
| Primera División de Dinamarca | Vejle Boldklub | Dinamarca | 2023 |